# Ihor Klymenko
Ihor Volodymyrovyč Klymenko (in ucraino Ігор Володи́мирович Клименко?; Kiev, 25 ottobre 1972) è un poliziotto ucraino, Ministro degli affari interni dal 18 gennaio 2023, subentrato a Denys Monastyrsky dopo la sua morte in un incidente in elicottero. Dal 25 settembre 2019 al 19 gennaio 2023 ha ricoperto la carica di capo della polizia nazionale dell'Ucraina.

## Biografia
Klymenko è nato il 25 ottobre 1972 a Kiev. Si è laureato all'Università militare di Charkiv e all'Università di Odessa. Ha conseguito un master presso l'Università statale degli affari interni di Dnipropetrovs'k. 
Dal 1994 al 1997 ha prestato servizio nelle forze di terra ucraine come parte della 459ª Brigata missilistica dell'8º Corpo d'armata. Dal 1998 presta servizio presso il Ministero degli affari interni.
Da dicembre 2011 a marzo 2014 è stato a capo del Dipartimento per la formazione professionale e l'istruzione del Ministero degli affari interni dell'Ucraina. 
Nel 2015 ha diretto il dipartimento delle risorse umane della polizia nazionale ucraina, nel 2017 è stato nominato vice capo di questo dipartimento e nel 2019 capo della polizia nazionale. 
Il 18 gennaio 2023 è stato nominato viceministro degli affari interni dell'Ucraina e ministro ad interim. La nomina è avvenuta dopo la morte di Denys Monastyrs'kyj in un incidente in elicottero. Il 7 febbraio 2023 il parlamento ha nominato Klymenko ministro degli affari interni dell'Ucraina: 321 deputati (su un totale di 411) hanno votato a favore. Klymenko non ha ricevuto alcun sostegno da European Solidarity e solo 1 voto da Holos.